# Chilton Candover
Chilton Candover is een dorpje in het Engelse graafschap Hampshire aan de weg van Basingstoke naar Winchester. Het maakt deel uit van de civil parish Candovers. Chilton Candover komt in het Domesday Book (1086) voor als 'Candevre'. Een bron uit 1911 meldt over het dorp een grootte van 587 ha. en enkele verspreid liggende bakstenen huizen. Aan de noordzijde bevond zich een kerkhof. De bijbehorende Nicolaaskerk werd in 1876 afgebroken. Het plaatselijke landhuis uit de achttiende eeuw, "Chilton House", heeft een vermelding op de Britse monumentenlijst.